# Одіна (Талицький міський округ)
О́діна (рос. Одина) — присілок у складі Талицького міського округу Свердловської області.
Населення — 15 осіб (2010, 26 у 2002).
Національний склад станом на 2002 рік: росіяни — 92 %.